# Крива бара (област Враца)
 За другото българско село с това име вижте Крива бара (Област Монтана).  
Крѝва ба̀ра е село в Северозападна България. То се намира в община Козлодуй, област Враца

## География
Село Крива бара се намира в плодородната местност Златия.
Най-близката до селото извивка на река Огоста сега е превърната в три езера, наричани „Локвата“. Известни местности покрай реката също са „Новков брег“, „Лъката“, и два естествени нейни вира „Върбата“ и „Язът“, любимо и удобно място за пране и къпане на местните хора. На левия бряг на старото речно корито, до отдавна изсечената селска гора се намира „Гуновия брег“, където зимата деца, пораснали такива и техните придружители се упражняват в зимните спортове.

## История
Селото е основано от преселници от Вършечкия балкан(с. Драганица, селата Долна и Горна Бела Речка) слезли в равнината след османската власт. Името му идва от факта, че е разположено на извивка на р. Огоста (балканджиите са наричали реката „бара“). Официално е заселено през 1880 г, като дядовците ни купували земя от хората от съседните села Хайредин и Бутан.
В началото на 20 век около дузина кривобарчени отиват да работят в Америка (основно като дървосекачи по Тихоокеанското крайбрежие на САЩ). След известен период повечето се завръщат в Крива бара.
По време на Втората световна война, в периода на съюзничеството на България с Германия, немски войски преминават и лагеруват в селото. В селото живеят наследници на преселници торлаци.

## Население
Преброяване на населението през 2011 г.
Численост и дял на етническите групи според преброяването на населението през 2011 г.:
|                     | Численост | Дял (в %) |
| Общо                | 397       | 100,00    |
| Българи             | 38        | 9,57      |
| Турци               | 0         | 0,00      |
| Цигани              | 0         | 0,00      |
| Други               | 0         | 0,00      |
| Не се самоопределят | 0         | 0,00      |
| Неотговорили        | 358       | 90,17     |

## Религии
Православни християни.

## Обществени институции
Кметство, читалище, библиотека, здравна служба, ресторант и две заведения, три магазина с хранителни стоки. Селото разполага с детска градина и основно училище, както и асфалтова база, разположена по пътя към село Бутан.

## Редовни събития
Съборът на селото се провежда на 8 и 9 ноември всяка година.

## Кухня
Много популярни са чушките, пълнени с боб. Също така наречената чорба – саламура от пиле, пиле лютика.

## Личности
- Петър Салтиров (р.1930), български офицер, генерал-майор
- Никола Христов Костов е бивш български футболист, нападател, роден и отрасъл в Крива бара. Клубна легенда на Дунав. Играл е също в ЦСКА и Ботев. Общо в А група има 251 мача с 87 гола, а в Б група 83 мача с 53 гола. На 2-ро място във вечната ранглиста на голмайсторите на Дунав в елитното първенство с 59 попадения.
- Дилян Христов Иванов - дълги години играч, а сега действащ треньор във ФК "Монтана" - Монтана.
- Върбан Иванов Димитров - Бебо, роден също в Крива бара - детски писател, поет и общественик.
- Виктор Грънчаров - Фори. Музикант, соло китарист на групите: " Импулс", "Спринт" и "Диана Експрес" - роден в Оряхово, но татко му е от рода на "Грънчарите" в с. Крива бара. Сега живее в Лас Вегас.